# Йерсем, Анне-Лине
Анне-Лине Йерсем (или Анне-Лине Гьерсем, норв. Anne Line Gjersem; род. 6 января 1994 года в Хёнефоссе) — норвежская фигуристка-одиночница, трёхкратная чемпионка своей страны (2011, 2015, 2016 годах).
По состоянию на 2 мая 2018 года занимает 74-е место в рейтинге ИСУ.

## Карьера
Осенью 2008 года норвежская фигуристка начала свои выступления среди юниоров на этапах юниорского Гран-при. В январе 2009 года она выступала в польском Цешине на Европейском юношеском Олимпийском фестивале, где финишировала с бронзовой медалью. Также вскоре она завоевала бронзу на юниорском чемпионате северных стран. После этого она была отправлена в Софию на юниорский мировой чемпионат, дебют был не совсем удачный, фигуристка не сумела пройти в финальную часть.
На следующий сезон, она также получила право стартовать в Гааге на юниорском мировом чемпионате, где она вновь на прошла в произвольную программу. Через год она впервые стала чемпионкой страны и дебютировала на континентальном чемпионате в Берне, где она не сумела выйти в произвольную программу. В последний раз приняла участие в Канныне на чемпионате мира среди юниоров, где не сумела пройти квалификацию и не стартовала даже в короткой программе. В конце 2011 года на чемпионате страны она финишировала на третьем месте и досрочно завершила сезон.
В предолимпийский сезон осенью 2012 года она наряду с юниорскими этапами Гран-при полноценно принимала участие во взрослых международных соревнованиях. В январе 2013 года приняла участие в европейском чемпионате в Загребе, где сумела пройти в финальную часть чемпионата. В марте в Канаде она дебютировала на мировом чемпионате, где к сожалению не отобралась в произвольную программу.
Олимпийский сезон Анне-Лине начала в Германии на квалификационном турнире к сочинской Олимпиаде, где она сумела добыть для Норвегии место на сами игры. Далее она занялась подготовкой к самим играм, был пропущен национальный чемпионат. В январе в Будапеште на европейском чемпионате она финишировала в числе двадцати лучших одиночниц Европы. В феврале представляла Норвегию на Олимпийских играх в Сочи, где вышла в финальную часть и заняла 23 место. Через полтора месяца в Сайтаме на мировом чемпионате она также сумела пройти в финальную часть чемпионата.
Послеолимпийский сезон норвежская фигуристка начала в ноябре в КНР дебютом на этапе Гран-при, где финишировала последней. Через три недели она также выступала на японском этапе Гран-при в Осаке, где также финишировала последней. На норвежском чемпионате она вернула себе звание чемпионки страны. Она пропустила европейский чемпионат, однако поехала в Малагу на зимнюю Универсиаду, где замкнула дюжину ведущих фигуристок. Через полтора месяца в Шанхае на мировом чемпионате Йерсем уверенно вошла в финальную часть и заняла семнадцатое место.
Следующий сезон Анне-Лине начала в октябре и выступала на этапах Челленджер, где в Болгарии улучшила все свои прежние спортивные достижения. Далее она стала трёхкратной чемпионкой Норвегии и в январе 2016 года в Братиславе заняла семнадцатое место. Через два месяца в Бостоне на чемпионате мира, она не вышла в финальную часть.
В январе 2017 года норвежская одиночница приняла участие в европейском чемпионате, где заняла место в середине третьей десятке. В конце марта на мировом чемпионате в Хельсинки она выступила совсем неудачно и не сумела пройти в финальную часть и финишировала в конце турнирной таблицы.
В сентябре норвежская одиночница начала олимпийский сезон в Бергамо, где на Кубке Ломбардии она выступила не совсем удачно. В конце месяца фигуристка приняла участие в Оберсдорфе, где на квалификационном турнире Небельхорн, она финишировала во втором десятке и не сумела попасть на зимние Олимпийские игры. Пропустила национальный чемпионат. В середине января 2018 года она выступала в Москве на континентальном чемпионате, где она финишировала во второй десятке.

## Спортивные результаты

### С 2017 года
| Соревнование/Сезон | 2017/2018 |
| ------------------ | --------- |
| Чемпионат мира     | 33        |
| Чемпионат Европы   | 18        |
| Кубок Ломардии     | 16        |
| Небельхорн         | 16        |

### До 2018 года
| Международные                               | Международные | Международные | Международные | Международные | Международные | Международные | Международные | Международные | Международные |
| Соревнование                                | 2008/09       | 2009/10       | 2010/11       | 2011/12       | 2012/13       | 2013/14       | 2014/15       | 2015/16       | 2016/17       |
| ------------------------------------------- | ------------- | ------------- | ------------- | ------------- | ------------- | ------------- | ------------- | ------------- | ------------- |
| Олимпийские игры                            |               |               |               |               |               | 23            |               |               |               |
| Чемпионат мира                              |               |               |               |               | 32            | 22            | 17            | 26            | 34            |
| Чемпионат Европы                            |               |               | 25            |               | 22            | 19            |               | 17            | 24            |
| Этапы Гран-при: Кубок Китая                 |               |               |               |               |               |               | 11            |               |               |
| Этапы Гран-при: NHK Trophy                  |               |               |               |               |               |               | 12            |               |               |
| Челленджеры. Кубок Денковой—Ставиского      |               |               |               |               |               |               |               | 3             |               |
| Челленджеры. Золотой конёк Загреба          |               |               |               |               |               |               | 9             | 10            |               |
| Челленджеры. Finlandia Trophy               |               |               |               |               |               |               |               | 8             |               |
| Nebelhorn                                   |               |               |               |               |               | 7             |               |               |               |
| Турнир в Гааге                              |               |               |               | 14            | 4             |               |               |               | 5             |
| Хрустальный конёк Брашова                   |               |               | 1             |               |               |               |               |               |               |
| Кубок Ниццы                                 |               |               |               |               |               | 24            |               |               |               |
| EDU Trophy                                  |               |               |               |               |               |               |               |               | 1             |
| Gardena                                     |               |               |               | 7             |               |               |               |               |               |
| Золотой конёк Загреба                       |               |               | 7             | 8             |               |               |               |               |               |
| Кубок Нестли                                |               |               |               |               |               |               |               |               | 10            |
| New Year's Cup                              |               |               |               |               | 11            |               |               |               |               |
| Чемпионат северных стран                    | 3 J           | 4 J           | 4             | 6             | 6             |               | 2             | 6             | 5             |
| Трофей СР-В                                 |               |               |               |               | 13            |               |               |               |               |
| Кубок Варшавы                               |               | 3 J           |               |               | WD            |               |               |               |               |
| Универсиада                                 |               |               |               |               |               |               | 12            |               |               |
| Международные среди юниоров                 |               |               |               |               |               |               |               |               |               |
| Чемпионаты мира среди юниоров               | 33            | 26            | 33            |               |               |               |               |               |               |
| Юниорский гран-при. Хорватия                |               | 16            |               |               |               |               |               |               |               |
| Юниорский гран-при. Франция                 |               |               | 14            |               |               |               |               |               |               |
| Юниорский гран-при. Германия                |               |               | 15            |               | 14            |               |               |               |               |
| Юниорский гран-при. Венгрия                 |               | 12            |               |               |               |               |               |               |               |
| Юниорский гран-при. Испания                 | 16            |               |               |               |               |               |               |               |               |
| Юниорский гран-при. Турция                  |               |               |               |               | 10            |               |               |               |               |
| Юниорский гран-при. Великобритания          | 12            |               |               |               |               |               |               |               |               |
| Европейский юношеский Олимпийский фестиваль | 3             |               |               |               |               |               |               |               |               |
| Skate Celje                                 |               | 1 J           |               |               |               |               |               |               |               |
| Национальные                                |               |               |               |               |               |               |               |               |               |
| Чемпионат Норвегии                          |               |               | 1             | 3             |               |               | 1             | 1             |               |
| J — юниоры; WD — снялась с соревнований     |               |               |               |               |               |               |               |               |               |

## Семья
У Анне-Лине есть сестра-близнец Камилла, тоже фигуристка и на 2017 год тоже трёхкратная чемпионка Норвегии в женском одиночном катании (2012 — 2014 годах).